# Oligonucleótido antisentido
Un oligonucleótido antisentido es una cadena de entre 13 y 25 nucleótidos que tiene una secuencia de bases complementaria de un fragmento de ARN mensajero. Se obtienen artificialmente en el laboratorio y se utilizan como agente terapéutico en enfermedades de origen genético, o bien para estudiar la función de un gen concreto.

## Mecanismo de acción

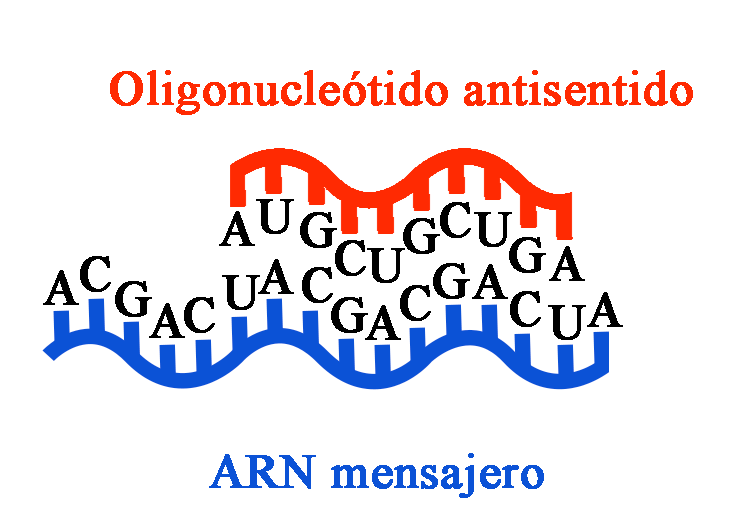
Esquema de un oligonucleótido antisentido en rojo unido al ARN mensajero en azul. Obsérvese que las bases nitrogenadas tienen una secuencia complementaria: A. Adenina, C. Citosina, G. Guanina, U. Uracilo.

Están diseñados para ser complementarios de un determinado fragmento de ARN mensajero y evitan que se produzca en el ribosoma la traducción de ese sector de ARN mensajero a cadena proteica. Por lo tanto la formación de un heteroduplex bicatenario sentido-antisentido bloquea el proceso de traducción del mensaje genético a proteína.
Los nucleótidos antisentido pueden actuar mediante diferentes mecanismos, todos ellos relacionados con la síntesis de proteínas:
- Induciendo el silenciamiento de determinados exones que contienen una mutación perjudicial.
- Excluyendo un pseudoexón, provocado por una mutación en el lugar de empalme exón-intrón en la cadena de ADN.
- Saltándose uno o varios exones de forma que la lectura del ADN evita la zona mutada.
- Induciendo la síntesis de proteínas inhibiendo 5' del marco abierto de lectura, sitios de enlace de miRNA o  elementos de inhibición de la translación de proteínas.[2]

## Farmacocinética y farmacodinámica

### Vida media y estabilidad
Los medicamentos basados en ASOs contienen cadenas monocatenarias de ácidos nucleicos sintéticos altamente modificadas que logran una amplia distribución tisular con vidas medias muy prolongadas. Por ejemplo, muchos medicamentos basados en ASOs contienen sustituciones de fosforotioato y modificaciones de azúcar 2' para inhibir la degradación por las nucleasas, lo que permite la entrada en células sin necesidad de un sistema de administración.

### Sistemas de administraciónin vivo
Los ASOs de fosforotioato se pueden llegar a las células sin necesidad de usar un sistema de administración específico. Sin embargo, los ASOs no son capaces de penetrar la barrera hematoencefálica cuando se administran sistémicamente, pero pueden distribuirse a través del neuroeje si se inyectan en el líquido cefalorraquídeo, normalmente mediante administración intratecal. Las formulaciones más pioneras usan ligandos conjugados que mejoran en gran medida la eficacia de la administración y la suministración en tipos celulares específicos.

## Utilización en medicina
Se están desarrollando estudios para aplicar los oligonucleótidos antisentido en el tratamiento de varias enfermedades, entre ellas diferentes tipos de cáncer y la distrofia muscular de Duchenne. En 1998 se aprobó el fomivirsén para el tratamiento de las retinitis provocadas por el citomegalovirus. En 2016 la FDA aprobó el eteplirsen para el tratamiento de la distrofia muscular de Duchenne y el nusinersen para el tratamiento de la atrofia muscular espinal.

## Terapias aprobadas

### Enfermedad del Batten
Milasen es un agente terapéutico que fue  aprobado por la FDA para el tratamiento de la enfermedad de Batten. En 2019, se publicó un informe que detalla el desarrollo de Milasén, un fármaco basado en oligonucleótidos antisentido para la enfermedad de Batten, bajo un protocolo clínico de investigación de acceso ampliado autorizado por la Administración de Alimentos y Medicamentos (FDA). Milasen "en sí mismo sigue siendo un fármaco en investigación y no es adecuado para el tratamiento de otros pacientes con la enfermedad de Batten" porque se personalizó para la mutación específica de un solo paciente. Sin embargo, es un ejemplo de intervención terapéutica de terapia génica individualizada.

### Retinitis por citomegalovirus
Fomivirsén (comercializado como Vitravene) fue aprobado por la FDA de EE. UU. en agosto de 1998 como tratamiento para la retinitis por citomegalovirus. Fue retirado del mercado en la Unión Européa en 2002 y en EE. UU en 2006.

### Distrofia muscular de Duchenne
Se han aprobado varios oligonucleótidos de morfolino para tratar grupos específicos de mutaciones que causan la distrofia muscular de Duchenne. En septiembre de 2016, eteplirsén (ExonDys51) recibió la aprobación de la FDA para el tratamiento de casos de la enfermedad que pueden beneficiarse de la omisión del exón 51 de la transcripción de distrofina. En diciembre de 2019, golodirsén(Vyondys 53) recibió la aprobación de la FDA para el tratamiento de casos que pueden beneficiarse de la omisión del exón 53 de la transcripción de distrofina. En agosto de 2020, el viltolarsén (Viltepso) recibió la aprobación de la FDA para el tratamiento de casos que pueden beneficiarse de la omisión del exón 53 de la transcripción de distrofina.

### Síndrome de quilomicronemia familiar
Volanesorsén fue aprobado por la Agencia Europea de Medicamentos (EMA) para el tratamiento del síndrome de quilomicronemia familiar en mayo de 2019.

### Hipercolesterolemia familiar
En enero de 2013, la FDA aprobó Mipomersén (comercializado como Kynamro) para el tratamiento de la hipercolesterolemia familiar homocigótica.

### Amiloidosis hereditaria mediada por transtiretina
Inotersén recibió la aprobación de la FDA para el tratamiento de la amiloidosis hereditaria mediada por transtiretina en octubre de 2018. La solicitud de inotersén recibió la designación de medicamento huérfano. Fue desarrollado por Ionis Pharmaceuticals y autorizado por Akcea Therapeutics. Patisiran (vendido bajo Onpattro) fue desarrollado por Alnylam Pharmaceuticals y también aprobado para su uso en los EE. UU. y la UE en 2018 con la designación de medicamento huérfano. Su mecanismo de acción es el principio activo del ARN pequeño de interferencia (siARN), que le permite interferir y bloquear la producción de trasntiretina. Como tal, fue el primer siRNA terapéutico aprobado por la FDA.

### Atrofia muscular en la columna
En 2004, comenzó el desarrollo de una terapia antisentido para la atrofia muscular espinal. Durante los años siguientes, Ionis Pharmaceuticals desarrolló un oligonucleótido antisentido más tarde llamado Nusinersén en virtud de un acuerdo de licencia con Biogen. En diciembre de 2016, nusinersén recibió la aprobación reglamentaria de la FDA y, poco después, por otras agencias reguladoras de todo el mundo.

## Terapias en investigación

### Otros ensayos clínicos
A partir de 2020, más de 50 oligonucleótidos antisentido se encontraban en ensayos clínicos, entre ellos, más de 25 en ensayos clínicos avanzados (fase II o III).

### Ensayos de fase III

#### Esclerosis lateral amiotrófica
Tofersen (también conocido como IONIS-SOD1Rx y BIIB067) se está probando actualmente en un ensayo de fase 3 para la esclerosis lateral amiotrófica (ELA) debida a mutaciones en el gen SOD1. Los resultados de un ensayo de fase 1/2 han sido alentadores. Está siendo desarrollado por Biogen bajo un acuerdo de licencia con Ionis Pharmaceuticals.

#### Amiloidosis hereditaria mediada por transtiretina
Ionis Pharmaceuticals está desarrollando un fármaco de continuación de Inotersen bajo licencia de Akcea Therapeutics para la amiloidosis hereditaria mediada por transtiretina. En esta formulación, el ASO se conjuga con N-acetilgalactosamina que permite la administración específica de hepatocitos, lo que reduce en gran medida los requisitos de dosis y el perfil de efectos secundarios al tiempo que aumenta el nivel de reducción de transtiretina en los pacientes.

#### Enfermedad de Huntington
Tominersen (también conocido como IONIS-HTTRx y RG6042) se probó en un ensayo de fase 3 para la enfermedad de Huntington, aunque este ensayo se interrumpió el 21 de marzo de 2021 debido a la falta de eficacia. Actualmente tiene licencia para Roche de Ionis Pharmaceuticals.

### Ensayos de fase I y II
Los ensayos clínicos están en curso para varias enfermedades y afecciones, que incluyen: Acromegalia, degeneración macular relacionada con la edad, Enfermedad de Alzheimer, Esclerosis lateral amiotrófica, Retinosis pigmentaria autosómica dominante, Talasemia beta, Enfermedad cardiovascular, nivel elevado de lipoproteína(a), miopatía centronuclear, coagulopatías, fibrosis quística, distrofia muscular de Duchenne, diabetes, epidermólisis ampollosa distrófica, síndrome de quilomicronemia familiar, demencia frontotemporal, distrofia de Fuchs, hepatitis B, angioedema hereditario, hipertensión, nefropatía por IgA, neuropatía óptica hereditaria de Leber, atrofia multisistémica, enfermedad del hígado graso no alcohólico, enfermedad de Parkinson, cáncer de próstata, enfermedad de Stargardt , cánceres que expresan STAT3, síndrome de Usher. 

### Desarrollo preclínico
Varios oligonucleotidos antisentido se están investigando en modelos de enfermedad para la enfermedad de Alexander, esclerosis lateral amiotrófica ATXN2 (gen) y FUS (gen) , síndrome de Angelman, enfermedad de Lafora, linfoma, mieloma múltiple, distrofia miotónica, enfermedad de Parkinson,enfermedad de Pelizaeus-Merzbacher, y enfermedad por priones,síndrome de Rett, ataxia espinocerebelosa tipo 3.